# Sainte-Croix-Hague
Sainte-Croix-Hague est une ancienne commune française du département de la Manche et de la région Normandie, peuplée de 800 habitants.
Depuis le 1er janvier 2017, elle fait partie de la nouvelle commune de La Hague et a le statut de commune déléguée.

## Géographie

### Localisation
La commune est au nord-ouest du Cotentin, à mi-chemin entre Cherbourg et la pointe de la Hague. Son bourg est à 6 km au sud-est de Beaumont-Hague, à 14 km à l'ouest de Cherbourg et à 18 km au nord des Pieux.
Les communes limitrophes sont Urville-Nacqueville, Acqueville, Beaumont-Hague, Biville, Branville-Hague, Flottemanville-Hague, Querqueville, Tonneville, Urville-Hague, Vasteville et Vauville.

### Géologie et relief
Sainte-Croix-Hague est le point culminant du canton de Beaumont-Hague avec une altitude de 184 mètres au lieu-dit les Camps.

## Toponymie
Le nom de la localité est attesté sous la forme de Sancta Cruce vers 1175.
La Sainte Croix, support de la crucifixion du Christ, est pour la chrétienté l'instrument du salut de l'humanité. Plus d'une vingtaine de communes portent aujourd'hui ce nom en France.
Hague est le nom de la région correspondant à la partie nord-ouest du Cotentin, s'avançant dans la Manche jusqu'au cap de la Hague.

## Histoire

### Protohistoire et antiquité
Le territoire de Sainte-Croix-Hague a révélé les traces d'un tumulus gaulois, ainsi que celle d'une voie romaine.

### Moyen Âge
Dés le XIIe siècle, la paroisse est à deux portions car ses seigneurs n'ont pas su s'entendre et nomment chacun leur curé. L'un des patron est seigneur d'un des fief, l'autre est le prieur de Vauville à la suite du don au XIIe siècle de Richard de Vauville au prieur,.
La rue d'Ozouville doit son nom à une branche cadette de la famille d'O(u)zeville près de Montebourg. 

### Temps modernes
Dans la première moitié du XVIe siècle, Jeanne de Thieuville, épouse de Pierre Le Gris († v. 1552), seigneur et baron d'Échauffour, est dame châtelaine de Sainte-Croix, Tollevast, Montfiquet et Monfréville.

### Révolution française et Empire
À la création des cantons, Sainte-Croix est chef-lieu de canton. Ce canton est supprimé lors du redécoupage cantonal de l'an IX (1801).

### Époque contemporaine
La commune est libérée le 27 juin 1944 par le 60e régiment d'infanterie US.

## Politique et administration

### Liste des maires
| Période                                                                                           | Période               | Identité                  | Étiquette | Qualité                                                             |
| ------------------------------------------------------------------------------------------------- | --------------------- | ------------------------- | --------- | ------------------------------------------------------------------- |
| Une partie des données est issue d'une liste établie par Jean Pouëssel, Jean Boivin et la mairie. |                       |                           |           |                                                                     |
| avant 1794                                                                                        | 1795                  | Jean Hamel                |           |                                                                     |
| 1795                                                                                              | 1797                  | Jean-Baptiste Le Cerf     |           |                                                                     |
| 1797                                                                                              | 1799                  | Jean-Yves Delahaye        |           |                                                                     |
| 1799                                                                                              | 1800                  | Jean Henry                |           |                                                                     |
| 1800                                                                                              | 1803                  | Jean Lecerf               |           |                                                                     |
| 1803                                                                                              | 1808                  | Charles Paris             |           |                                                                     |
| 1808                                                                                              | 1815                  | Jean-François Dalidan     |           |                                                                     |
| 1815                                                                                              | 1825                  | Charles Paris             |           |                                                                     |
| 1825                                                                                              | 1830                  | Charles Leduc-Delaporte   |           |                                                                     |
| 1830                                                                                              | 1831                  | Nicolas Rabasse           |           |                                                                     |
| 1831                                                                                              | 1835                  | Jacques Lecarpentier      |           |                                                                     |
| 1835                                                                                              | 1855                  | Charles Leduc-Delaporte   |           |                                                                     |
| 1855                                                                                              | 1862                  | Bon François Villedieu    |           |                                                                     |
| 1862                                                                                              | 1870                  | Jean Etienne Lecarpentier |           |                                                                     |
| 1870                                                                                              | 1881                  | Jean Thomas Paris         |           |                                                                     |
| 1881                                                                                              | décembre 1886 (décès) | Auguste Leduc             |           |                                                                     |
| 1887                                                                                              | 1892                  | Félix Le Costey           |           |                                                                     |
| 1892                                                                                              | 1910                  | Bernardin Paris           |           |                                                                     |
| 1910                                                                                              | 1920                  | Félix Le Costey           |           |                                                                     |
| 1920                                                                                              | 1931                  | Édouard Lecarpentier      |           |                                                                     |
| 1931                                                                                              | mars 1983             | Félix Damourette          | DVD       | Notaire Conseiller général de Beaumont (1934 → 1940 et 1945 → 1949) |
| mars 1983                                                                                         | mars 1989             | Françoise Levillayer      |           | Infirmière                                                          |
| mars 1989                                                                                         | mars 2001             | Thierry Langlois          | UDF       | Agent Cogéma                                                        |
| mars 2001                                                                                         | mars 2014             | Hubert Hamel              | SE        | Agriculteur                                                         |
| mars 2014                                                                                         | mai 2016              | Hervé Renet               | FDG       | Ingénieur EDF                                                       |
| septembre 2016                                                                                    | décembre 2016         | Sébastien Rebours         |           | Chargé d’affaires Maire par intérim de juin à sept. 2016            |

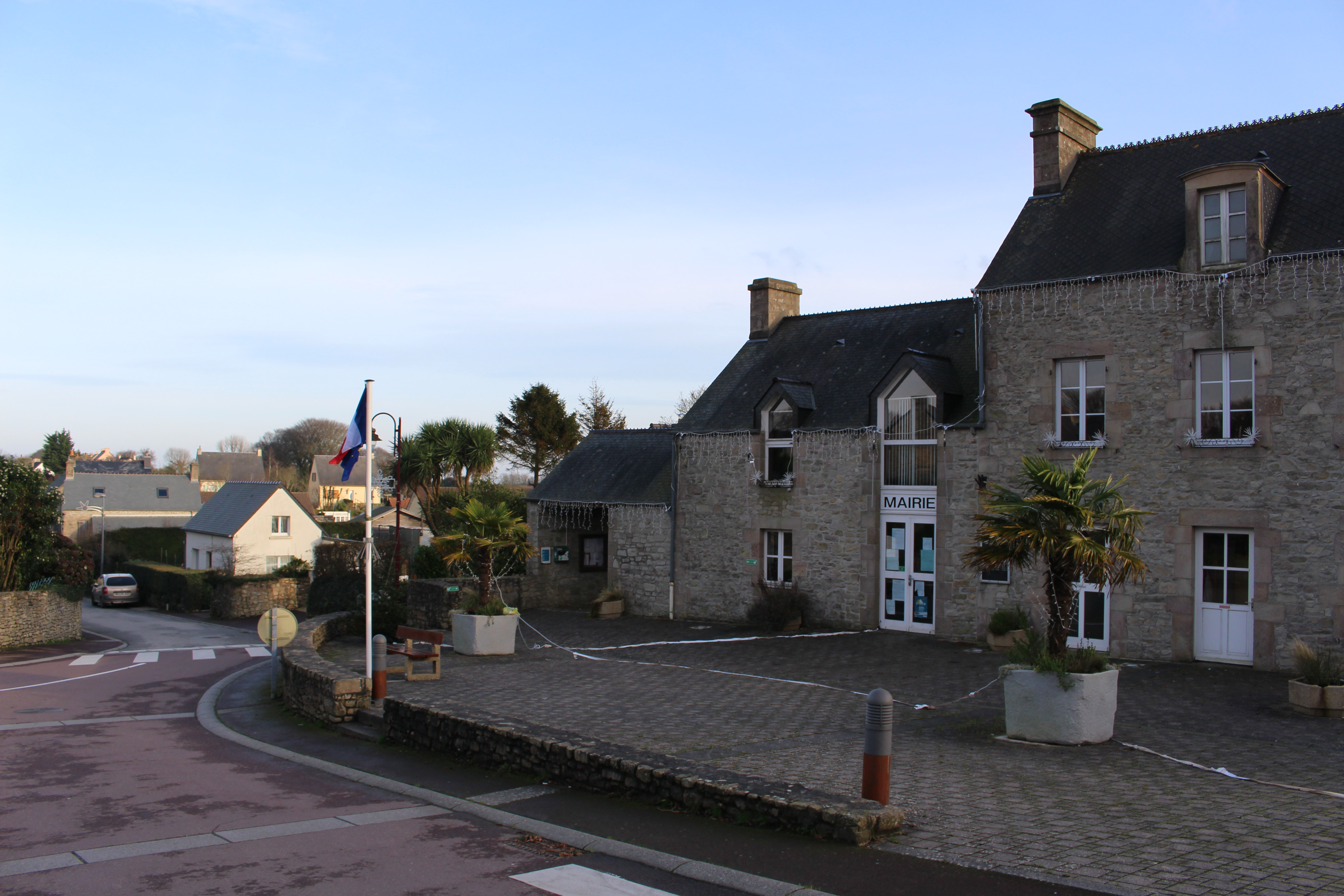
La mairie annexe.

Hervé Renet, alors maire de la commune en 2016, décède lors de son mandat au cours d'un accident de la route en marge des manifestations contre la loi Travail.
Le conseil municipal était composé de quinze membres dont le maire et trois adjoints.

### Liste des maires délégués
| Période      | Période      | Identité          | Étiquette | Qualité                     |
| ------------ | ------------ | ----------------- | --------- | --------------------------- |
| janvier 2017 | juillet 2020 | Sébastien Rebours |           | Chargé d’affaires           |
| juillet 2020 | En cours     | Jean-Luc Renouf   |           | Technicien traceur retraité |

## Population et société

### Démographie
L'évolution du nombre d'habitants est connue à travers les recensements de la population effectués dans la commune depuis 1793. À partir du 1er janvier 2009, les populations légales des communes sont publiées annuellement dans le cadre d'un recensement qui repose désormais sur une collecte d'information annuelle, concernant successivement tous les territoires communaux au cours d'une période de cinq ans. 
Pour les communes de moins de 10 000 habitants, une enquête de recensement portant sur toute la population est réalisée tous les cinq ans, les populations légales des années intermédiaires étant quant à elles estimées par interpolation ou extrapolation. Pour la commune, le premier recensement exhaustif entrant dans le cadre du nouveau dispositif a été réalisé en 2008,.
En 2021, la commune comptait 800 habitants, en évolution de −6,98 % par rapport à 2015 (Manche : +0,44 %, France hors Mayotte : +2,49 %).
Sainte-Croix-Hague a compté jusqu'à 797 habitants en 1821.
| 1793 | 1800 | 1806 | 1821 | 1831 | 1836 | 1841 | 1846 | 1851 |
| ---- | ---- | ---- | ---- | ---- | ---- | ---- | ---- | ---- |
| 542  | 522  | 599  | 797  | 669  | 687  | 655  | 646  | 580  |

| 1856 | 1861 | 1866 | 1872 | 1876 | 1881 | 1886 | 1891 | 1896 |
| ---- | ---- | ---- | ---- | ---- | ---- | ---- | ---- | ---- |
| 516  | 546  | 486  | 455  | 480  | 426  | 419  | 446  | 448  |

| 1901 | 1906 | 1911 | 1921 | 1926 | 1931 | 1936 | 1946 | 1954 |
| ---- | ---- | ---- | ---- | ---- | ---- | ---- | ---- | ---- |
| 420  | 402  | 372  | 358  | 362  | 340  | 352  | 360  | 391  |

| 1962 | 1968 | 1975 | 1982 | 1990 | 1999 | 2008 | 2013 | 2018 |
| ---- | ---- | ---- | ---- | ---- | ---- | ---- | ---- | ---- |
| 332  | 333  | 333  | 477  | 608  | 608  | 724  | 834  | 779  |

| 2019 | - | - | - | - | - | - | - | - |
| ---- | - | - | - | - | - | - | - | - |
| 789  | - | - | - | - | - | - | - | - |

### Cultes
Sainte-Croix-Hague est aujourd'hui rattachée à la nouvelle paroisse Bienheureux Thomas Hélye de la Hague du doyenné de Cherbourg-Hague.

## Culture locale et patrimoine
Par sa position élevée, Sainte-Croix-Hague fut, dans l'histoire, le point de ralliement des envahisseurs. Le clocher de l'église, original en bulbe, ressemblant à celui de Beaumont-Hague, date de 1734. Le sol de Sainte-Croix-Hague est riche en vestiges de civilisations gauloises (rue d'Ozouville).

### Lieux et monuments
- Église Sainte-Croix, avec son chœur et sa nef datées du XVIIIe siècle et dont le clocher à bulbe en pierre daté de 1734 a été construit par le curé de l'époque, Étienne Lenepveu[17]. Elle abrite des épitaphes des XVIe et XVIIe siècles sur les familles du Moncel et d'Ozouville, une statue de saint Nicolas du XVIIe et une verrière du XXe de Barillet[5].
- Croix de cimetière du XVe[5] ou XVIe siècle[18], réédifiée en 1636 et déplacée en 2003[5].
- Croix de chemin dite Croix Vautier du XVIe siècle.

Pour mémoire
- Moulin près du hameau Léveillé, et dont il ne subsiste aucun vestige[4].

### Personnalités liées à la commune
- Louis Jean François Diguet (Sainte-Croix-Hague, 1784 - Saint-Lô, 1864), avocat et homme politique.
- Max Bucaille (Sainte-Croix-Hague, 1906 - Créteil, 1992), artiste peintre, sculpteur et poète.

### Héraldique
| Blason de Sainte-Croix-Hague | Blason  | De gueules aux trois losanges d'argent surmontées d'une demi-losange du même mouvant du chef. |
| Blason de Sainte-Croix-Hague | Détails |                                                                                               |